# Thoré (Fluss)
Der Thoré ist ein Fluss in Frankreich, der in der Region Okzitanien verläuft. Er entspringt in den Montagne Noire, im Gemeindegebiet von Rieussec, entwässert generell Richtung Nordwest durch den Regionalen Naturpark Haut-Languedoc und mündet nach 62 Kilometern am südwestlichen Stadtrand von Castres als linker Nebenfluss in den Agout.
Auf seinem Weg durchquert der Thoré die Départements Hérault und Tarn.

## Orte am Fluss
- Verreries-de-Moussans
- Labastide-Rouairoux
- Saint-Amans-Soult
- Mazamet
- Aussillon
- Labruguière
- Castres